# ظهير أمباني
ظهير جلال هيراكاند أمباني ، المعروف أيضا باسم ظهير بهائي ، 28 ديسمبر ، 1932 ، -- 6 يوليو 2002، كان رجل أعمالٍ هنديٍ، أسس ريلاينس اندستريز في مومباي مع ابن عمه. 
بحلول عام 2007 وصلت الثروة المشتركة للأسرة (الأبناء أنيل وموكيش) 
60 مليار دولار، مما جعل عائلة أمباني أغنى أسرة في العالم.